# یانگازینو
یانگازینو (به لاتین: Yangazino) یک منطقهٔ مسکونی در روسیه است که در باشقیرستان واقع شده‌است.